# Curling-Mixed-Europameisterschaft 2009

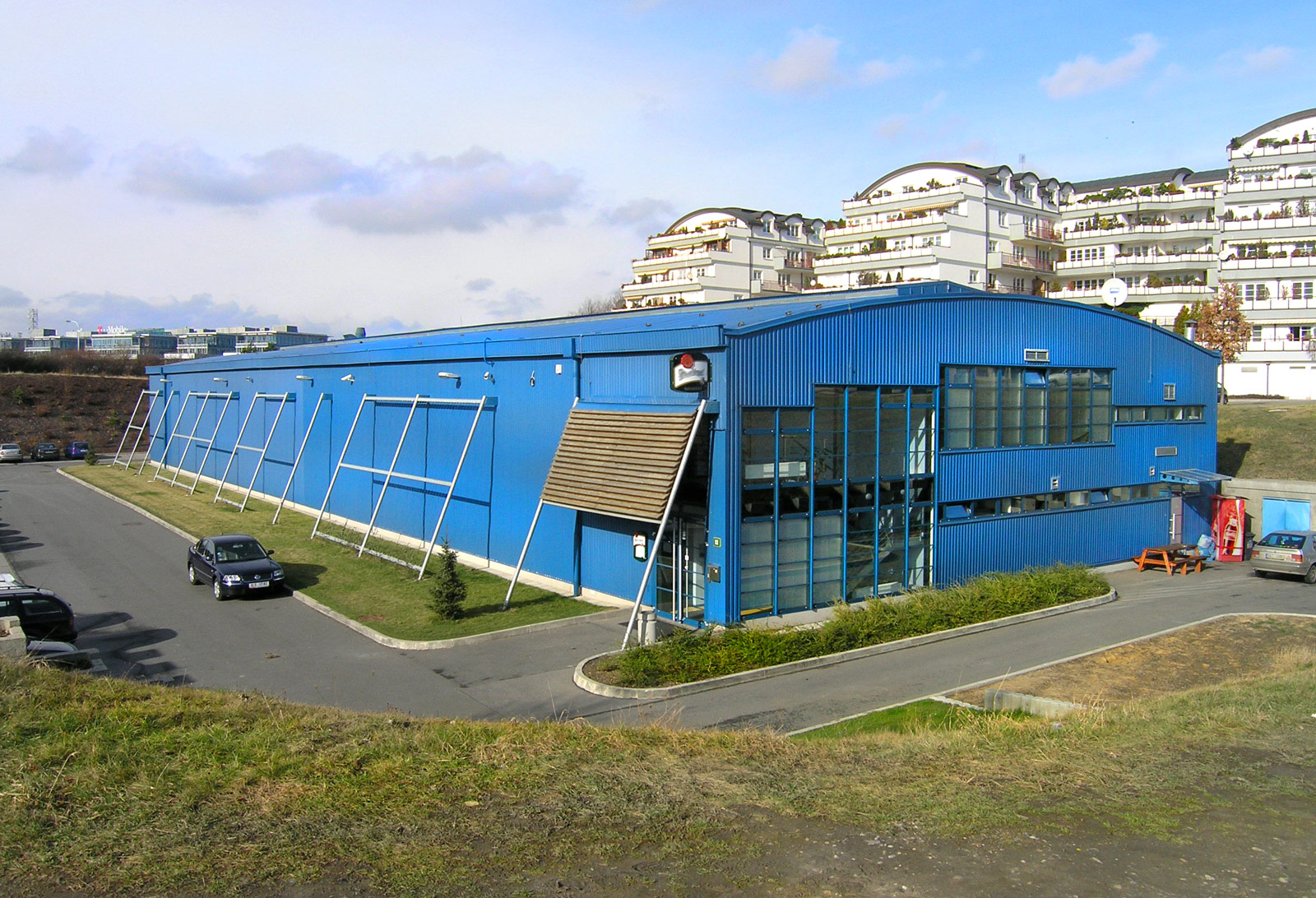
Spielstätte

Die Curling-Mixed-Europameisterschaft 2009 fand vom 26. September bis 3. Oktober 2009 in Prag in Tschechien statt.

## Teilnehmer
| Dänemark | Deutschland | England |
| --- | --- | --- |
| Skip: Joel Ostrowski Third: Camilla Jensen Second: Sören Jensen Lead: Mona Sylvest Nielsen Alternate:                                              | Skip: Rainer Schöpp Third: Andrea Schöpp Second: Sebastian Jacoby Lead: Mélanie Robillard Alternate: Monika Wagner Alternate:                                   | Skip: Alan MacDougall Third: Lana Watson Second: Andrew Reed Lead: Luzie Law Alternate:                                                       |
| Estland | Finnland | Frankreich |
| Skip: Erkki Lill Third: Maile Mölder Second: Harri Lill Lead: Maarja Koll Alternate: Küllike Ustav Alternate: Toomas Lill                          | Skip: Jussi Uusipaavalniemi Third: Jaana Hämäläinen Second: Paavo Kuosmanen Lead: Kirsi Kaski Alternate:                                                        | Skip: Lionel Roux Third: Helene Grieshaber Second: Xavier Bibollet Lead: Marion Renaud Alternate: Alain Contat Alternate: Emma Ferrari        |
| Irland | Italien | Lettland |
| Skip: John Jo Kenny Third: Marie O’Kane Second: Tony Tierney Lead: Gillian Drury Alternate:                                                        | Skip: Lucrezia Salvai Third: Gianandrea Gallinatto Second: Veronica Gerbi Lead: Diego Bertoletti Alternate: Valentina Cal Alternate: Giovanni Battoni           | Skip: Karlis Smilga Third: Ieva Stauere Second: Janis Klive Lead: Vineta Smilga Alternate: Maija Prozorovica Alternate: Roberts Krusts        |
| Litauen | Niederlande | Norwegen |
| Skip: Virginija Paulauskaite Third: Piotras Gerasimovic Second: Giedre Vilcinskaite Lead: Paulius Rymeikis Alternate:                              | Skip: Laurens van der Windt Third: Christel Krösing Second: Luutze Koelewijn Lead: Rose-Marie Berghujs Alternate: Margrietha Voskuilen Alternate:               | Skip: Stein Erik Johansen Third: Aina Engen Second: Eivind Sve Lead: Lene Vollan Alternate:                                                   |
| Österreich | Polen | Russland |
| Skip: Karina Toth Third: Andreas Unterberger Second: Jacqueline Greiner Lead: Florian Huber Alternate:                                             | Skip: Rymwid Błaszczak Third: Magdalena Szyszko Second: Tomasz Kierzowski Lead: Magdalena Muskus Alternate: Magdalena Jagielska Alternate: Arkadiusz Detyniecki | Skip: Yana Necrasova Third: Roman Kutuzov Second: Daria Kozlova Lead: Alexander Kozyrev Alternate: Victor Kornev Alternate: Alexandra Saitova |
| Schottland | Schweiz | Schweden |
| Skip: Thomas Brewster Third: Lynn Cameron Second: Colin Campbell Lead: Michelle Silvera Alternate: Kim Brewster Alternate:                         | Skip: Daniel Lüthi Third: Brigitte Portmann Second: Martin Oberholzer Lead: Karin Lüthi Alternate: Pascal Hess Alternate: Nicole Strausak                       | Skip: Jonatan Nerdal Third: Matilda Rodin Second: Lennart Karlsson Lead: Anna Ahlbäck Alternate:                                              |
| Serbien | Slowakei | Spanien |
| Skip: Marko Stojanovic Third: Olivera Momcilovic Second: Bojan Mijatovic Lead: Dara Gravara-Stojanovic Alternate:                                  | Skip: Milan Kajan Third: Gabriela Kajanova Second: Rene Petko Lead: Barbora Vojtusova Alternate: Juraj Matuskovic Alternate: Martina Kajanova                   | Skip: Antonio de Mollinedo Third: Ellen Kittelsen Second: Jose Manuel Sangüesa Lead: Ana Arce Alternate: Irene Santiago Alternate:            |
| Tschechien | Ungarn | Belarus |
| Skip: Jakub Bares Third: Lenka Kitzbergerova Second: Jindrich Kitzberger Lead: Michaela Nadherova Alternate: Jiri Snitil Alternate: Lenka Kucerova | Skip: Gabor Ezsöl Third: Orsolya Rokusfalvy Second: Andras Rokusfalvay Lead: Csilla Halasz Alternate: Zsofia Riesz-Rokusfalvy Alternate: David Huszlicska       | Skip: Dmitry Kirillov Third: Ekaterina Kirillova Second: Dzmitry Yarko Lead: Yauheniya Orlis Alternate: Anna Alexandrovich Alternate:         |

## Round Robin

### GruppeRot
| Platz | Team        | Spiele | Siege | Ndlg. |
| ----- | ----------- | ------ | ----- | ----- |
| 01.   | Dänemark    | 7      | 7     | 0     |
| 02.   | Deutschland | 7      | 6     | 1     |
| 03.   | Spanien     | 7      | 4     | 3     |
| 04.   | Schweiz     | 7      | 4     | 3     |
| 05.   | Lettland    | 7      | 3     | 4     |
| 06.   | Slowakei    | 7      | 3     | 4     |
| 07.   | Polen       | 7      | 1     | 6     |
| 08.   | Litauen     | 7      | 0     | 7     |

| Datum    | Zeit  | Begegnung              | Resultat |
| -------- | ----- | ---------------------- | -------- |
| 26. Sep. | 18:00 | Deutschland – Dänemark | 3:4      |
|          |       | Schweiz – Lettland     | 6:2      |
|          |       | Spanien – Polen        | 7:4      |
|          |       | Slowakei – Litauen     | 8:3      |
| 27. Sep. | 11:00 | Polen – Litauen        | 6:2      |
|          |       | Spanien – Slowakei     | 2:10     |
|          |       | Dänemark – Lettland    | 6:5      |
|          |       | Deutschland – Schweiz  | 7:4      |
|          | 21:00 | Spanien – Lettland     | 4:3      |
|          |       | Deutschland – Litauen  | 13:2     |
|          |       | Slowakei – Schweiz     | 3:9      |
|          |       | Dänemark – Polen       | 7:4      |
| 28. Sep. | 12:00 | Schweiz – Polen        | 12:3     |
|          |       | Slowakei – Dänemark    | 2:7      |
|          |       | Deutschland – Spanien  | 8:1      |
|          |       | Litauen – Lettland     | 1:13     |

| Datum    | Zeit  | Begegnung              | Resultat |
| -------- | ----- | ---------------------- | -------- |
| 29. Sep. | 08:00 | Slowakei – Deutschland | 6:7      |
|          |       | Lettland – Polen       | 6:5      |
|          |       | Schweiz – Litauen      | 5:3      |
|          |       | Spanien – Dänemark     | 4:9      |
|          | 15:00 | Dänemark – Schweiz     | 5:2      |
|          |       | Litauen – Spanien      | 3:12     |
|          |       | Lettland – Deutschland | 6:8      |
|          |       | Polen – Slowakei       | 1:7      |
| 30. Sep. | 12:00 | Lettland – Slowakei    | 10:3     |
|          |       | Polen – Deutschland    | 1:7      |
|          |       | Litauen – Dänemark     | 3:16     |
|          |       | Schweiz – Spanien      | 6:7      |

### GruppeGrün
| Platz | Team        | Spiele | Siege | Ndlg. |
| ----- | ----------- | ------ | ----- | ----- |
| 01.   | Schottland  | 7      | 6     | 1     |
| 02.   | Tschechien  | 7      | 6     | 1     |
| 03.   | Finnland    | 7      | 5     | 2     |
| 04.   | Ungarn      | 7      | 4     | 3     |
| 05.   | Frankreich  | 7      | 3     | 4     |
| 06.   | Estland     | 7      | 3     | 4     |
| 07.   | Niederlande | 7      | 1     | 6     |
| 08.   | Belarus     | 7      | 0     | 7     |

| Datum    | Zeit  | Begegnung                  | Resultat |
| -------- | ----- | -------------------------- | -------- |
| 26. Sep. | 21:00 | Tschechien – Schottland    | 2:7      |
|          |       | Ungarn – Finnland          | 6:5      |
|          |       | Frankreich – Estland       | 5:1      |
|          |       | Niederlande – Weißrussland | 8:1      |
| 27. Sep. | 18:00 | Estland – Weißrussland     | 18:1     |
|          |       | Frankreich – Niederlande   | 13:2     |
|          |       | Schottland – Finnland      | 2:8      |
|          |       | Tschechien – Ungarn        | 7:6      |
| 28. Sep. | 09:00 | Frankreich – Finnland      | 3:4      |
|          |       | Tschechien – Weißrussland  | 15:0     |
|          |       | Niederlande – Ungarn       | 2:9      |
|          |       | Schottland – Estland       | 7:1      |
|          | 16:00 | Ungarn – Estland           | 4:7      |
|          |       | Niederlande – Schottland   | 1:12     |
|          |       | Tschechien – Frankreich    | 11:3     |
|          |       | Weißrussland – Finnland    | 2:17     |

| Datum    | Zeit  | Begegnung                 | Resultat |
| -------- | ----- | ------------------------- | -------- |
| 29. Sep. | 18:00 | Niederlande – Tschechien  | 1:7      |
|          |       | Finnland – Estland        | 15:2     |
|          |       | Ungarn – Weißrussland     | 16:2     |
|          |       | Frankreich – Schottland   | 4:6      |
| 30. Sep. | 09:00 | Schottland – Ungarn       | 7:2      |
|          |       | Weißrussland – Frankreich | 4:10     |
|          |       | Finnland – Tschechien     | 5:7      |
|          |       | Estland – Niederlande     | 9:3      |
|          | 19:00 | Finnland – Niederlande    | 8:3      |
|          |       | Estland – Tschechien      | 6:5      |
|          |       | Weißrussland – Schottland | 2:11     |
|          |       | Ungarn – Frankreich       | 9:2      |

### GruppeGelb
| Platz | Team       | Spiele | Siege | Ndlg. |
| ----- | ---------- | ------ | ----- | ----- |
| 01.   | England    | 7      | 7     | 0     |
| 02.   | Russland   | 7      | 6     | 1     |
| 03.   | Schweden   | 7      | 5     | 2     |
| 04.   | Österreich | 7      | 4     | 3     |
| 05.   | Irland     | 7      | 3     | 4     |
| 06.   | Italien    | 7      | 2     | 5     |
| 07.   | Norwegen   | 7      | 1     | 6     |
| 08.   | Serbien    | 7      | 0     | 7     |

| Datum    | Zeit  | Begegnung             | Resultat |
| -------- | ----- | --------------------- | -------- |
| 27. Sep. | 08:00 | Schweden – Russland   | 1:6      |
|          |       | Italien – England     | 3:9      |
|          |       | Österreich – Irland   | 7:5      |
|          |       | Norwegen – Serbien    | 11:3     |
|          | 15:00 | Irland – Serbien      | 10:1     |
|          |       | Österreich – Norwegen | 8:3      |
|          |       | Russland – England    | 2:3      |
|          |       | Schweden – Italien    | 5:4      |
| 28. Sep. | 19:00 | Österreich – England  | 4:5      |
|          |       | Schweden – Serbien    | 12:1     |
|          |       | Norwegen – Italien    | 3:4      |
|          |       | Russland – Irland     | 8:3      |
| 29. Sep. | 11:00 | Italien – Irland      | 4:5      |
|          |       | Norwegen – Russland   | 5:9      |
|          |       | Schweden – Österreich | 3:2      |
|          |       | Serbien – England     | 0:22     |

| Datum    | Zeit  | Begegnung             | Resultat |
| -------- | ----- | --------------------- | -------- |
|          | 21:00 | Norwegen – Schweden   | 1:9      |
|          |       | England – Irland      | 8:1      |
|          |       | Italien – Serbien     | 9:3      |
|          |       | Österreich – Russland | 7:8      |
| 30. Sep. | 16:00 | Russland – Italien    | 7:1      |
|          |       | Serbien – Österreich  | 4:12     |
|          |       | England – Schweden    | 7:4      |
|          |       | Irland – Norwegen     | 7:3      |
| 1. Okt.  | 09:00 | England – Norwegen    | 8:2      |
|          |       | Irland – Schweden     | 3:5      |
|          |       | Serbien – Russland    | 0:11     |
|          |       | Italien – Österreich  | 2:10     |

## Playoffs
Für die Playoffs werden innerhalb der Gruppenzweiten und innerhalb der Gruppensieger eine Rangliste durch eine Draw Shot Challenge (DSC) erstellt.
Die Gruppenzweiten spielten zunächst um einen Platz im Halbfinale.

2. Gruppenzweiter gegen 3. Gruppenzweiter: 2. Oktober, 09:00
| Team       | 1 | 2 | 3 | 4 | 5 | 6 | 7 | 8 | Total |
| Russland   | 0 | 0 | 2 | 0 | 0 | 0 | 1 | 0 | 3     |
| Tschechien | 0 | 1 | 0 | 2 | 1 | 0 | 0 | 1 | 5     |

1. Gruppenzweiter gegen Sieger 2/3. Gruppenzweiter: 2. Oktober, 14:00
| Team        | 1 | 2 | 3 | 4 | 5 | 6 | 7 | 8 | Total |
| Deutschland | 0 | 1 | 0 | 0 | 1 | 0 |   |   | 2     |
| Tschechien  | 2 | 0 | 0 | 1 | 0 | 4 |   |   | 7     |

Der Sieger aus der Qualifikation der Gruppenzweiten und die Gruppensieger bestritt das Halbfinale.

|  | Halbfinale | Halbfinale | Halbfinale |  |  | Finale | Finale     | Finale |
|  |            |            |            |  |  |        |            |        |
|  |            |            |            |  |  |        |            |        |
|  |            | Tschechien | 2          |  |  |        |            |        |
|  |            | Schottland | 4          |  |  |        |            |        |
|  |            |            |            |  |  |        | Schottland | 5      |
|  |            |            |            |  |  |        | Dänemark   | 1      |
|  |            | Dänemark   | 4          |  |  |        |            |        |
|  |            | England    | 2          |  |  |        |            |        |
|  |            |            |            |  |  |        |            |        |

| Team       | 1 | 2 | 3 | 4 | 5 | 6 | 7 | 8 | Total |
| Tschechien | 0 | 1 | 0 | 0 | 1 | 0 | 0 | 0 | 2     |
| Schottland | 0 | 0 | 0 | 1 | 0 | 3 | 0 | 0 | 4     |

| Team     | 1 | 2 | 3 | 4 | 5 | 6 | 7 | 8 | Total |
| Dänemark | 0 | 2 | 0 | 1 | 0 | 0 | 0 | 1 | 4     |
| England  | 0 | 0 | 1 | 0 | 0 | 0 | 1 | 0 | 2     |

| Team       | 1 | 2 | 3 | 4 | 5 | 6 | 7 | 8 | Total |
| England    | 1 | 1 | 0 | 1 | 1 | 1 | 0 | 0 | 5     |
| Tschechien | 0 | 0 | 1 | 0 | 0 | 0 | 1 | 1 | 3     |

| Team       | 1 | 2 | 3 | 4 | 5 | 6 | 7 | 8 | Total |
| Schottland | 2 | 0 | 0 | 0 | 1 | 0 | 2 |   | 5     |
| Dänemark   | 0 | 0 | 0 | 0 | 0 | 1 | 0 |   | 1     |

| Platz | Land        |
| ----- | ----------- |
| 01    | Schottland  |
| 02    | Dänemark    |
| 03    | England     |
| 04    | Tschechien  |
| 05    | Deutschland |
| 06    | Russland    |
| 07    | Finnland    |
| 08    | Schweden    |
| 09    | Spanien     |
| 10    | Österreich  |
| 11    | Ungarn      |
| 12    | Schweiz     |
| 13    | Frankreich  |
| 14    | Lettland    |
| 15    | Irland      |
| 16    | Slowakei    |
| 17    | Estland     |
| 18    | Italien     |
| 19    | Niederlande |
| 20    | Polen       |
| 21    | Norwegen    |
| 22    | Litauen     |
| 23    | Belarus     |
| 24    | Serbien     |